# Marijampolė
Marijampolė (lengyel Mariampol) város Litvániában, az ország déli részén.
A város 139 km-re található Vilniustól és 38 km-re a lengyel határtól.

## Története

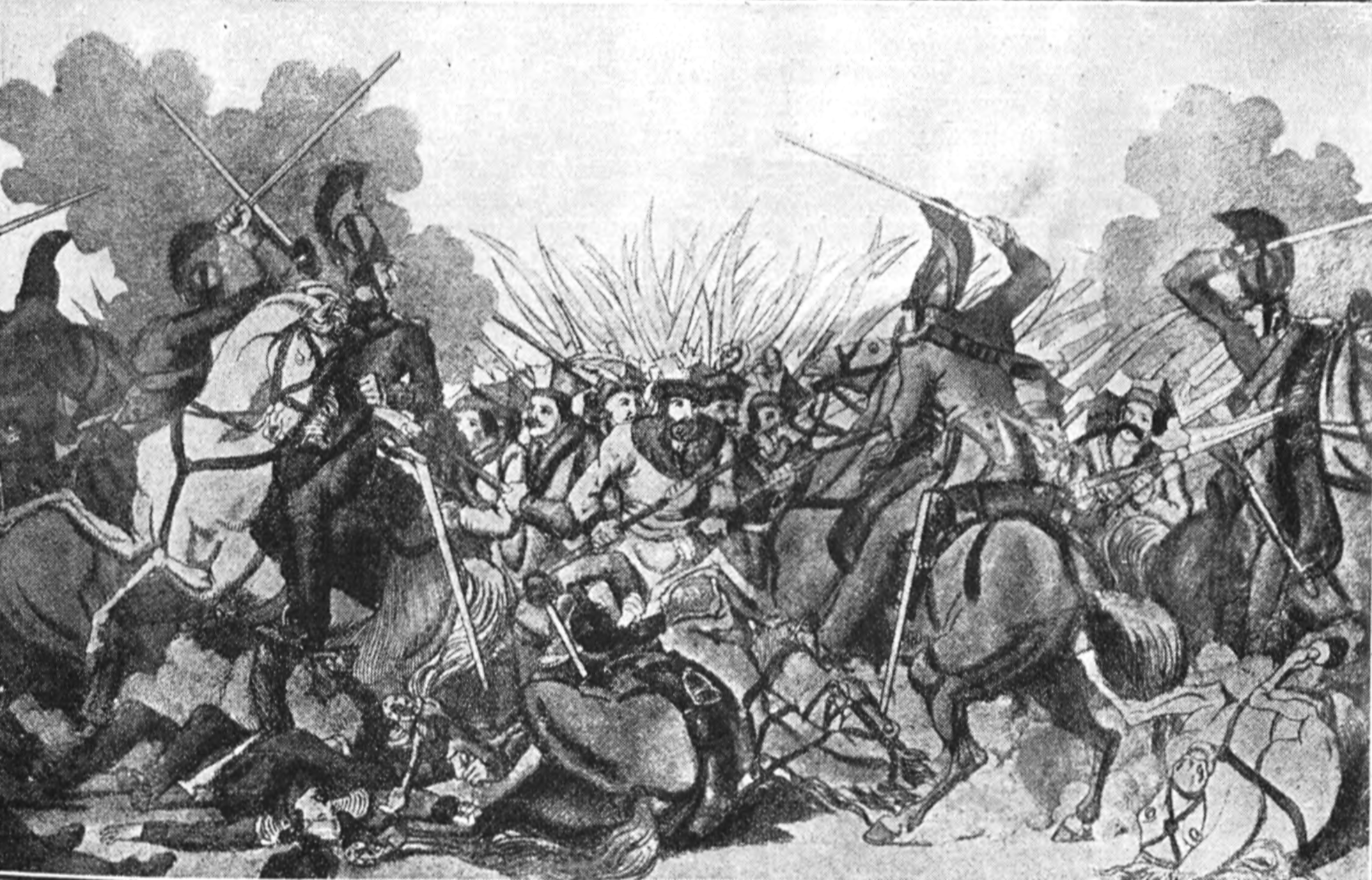
A Marijampole csata (1831)

A korai újkorban katolikus kolostor jött létre ezen a területen, amely szomszédságában települést alapítottak. A városi jogokat II. Szaniszló Ágost lengyel király adta a településnek 1792-ben.
1795-ben Lengyelország III. felosztása a várost Poroszországhoz csatolta. 1807-ben Marijampolė visszatért lengyel uralom alá a Varsói Hercegség részeként. Az 1815-ös bécsi kongresszust követően a Kongresszusi Lengyelország részévé vált, később Oroszország területébe olvasztották. Közigazgatási szempontból a város az Augustówi vajdasághoz, majd az Augustówi és a Suwałki kormányzósághoz tartozott (Augustów és Suwałki ma Lengyelország határain belül vannak). 1831. április 22-én vívták a Marijampolėi csatát, melynek során az Orosz Birodalom ellen harcoltak lengyel felkelők. Az első világháború alatt, 1915 és 1918 között a várost Németország foglalta el. Az első világháború után, 1918-ban, a várost Litvániához csatolták.

## Sport
A városban található az FK Sūduva Marijampolė labdarúgóklub.

## Galéria

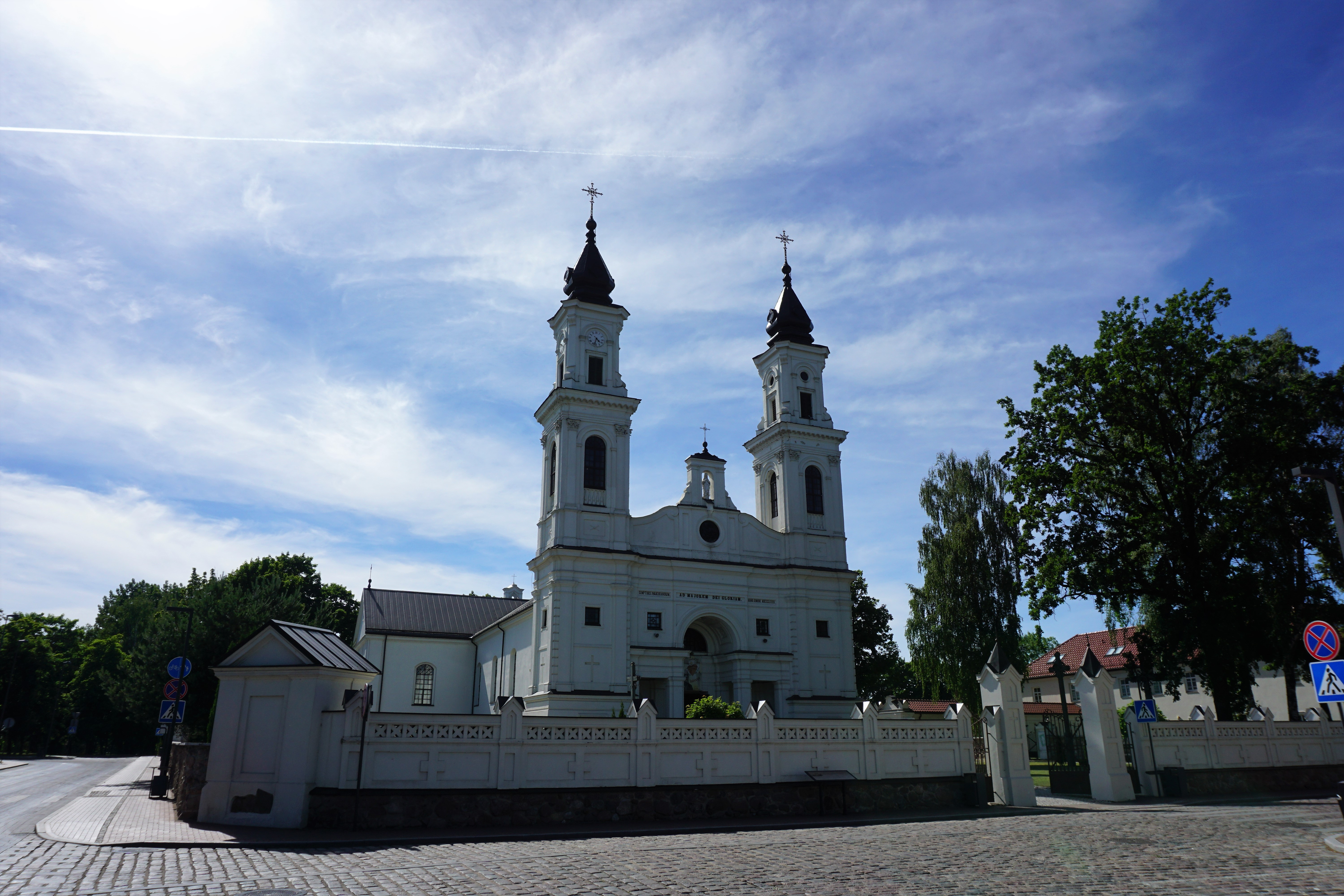
Szent Mihály templom
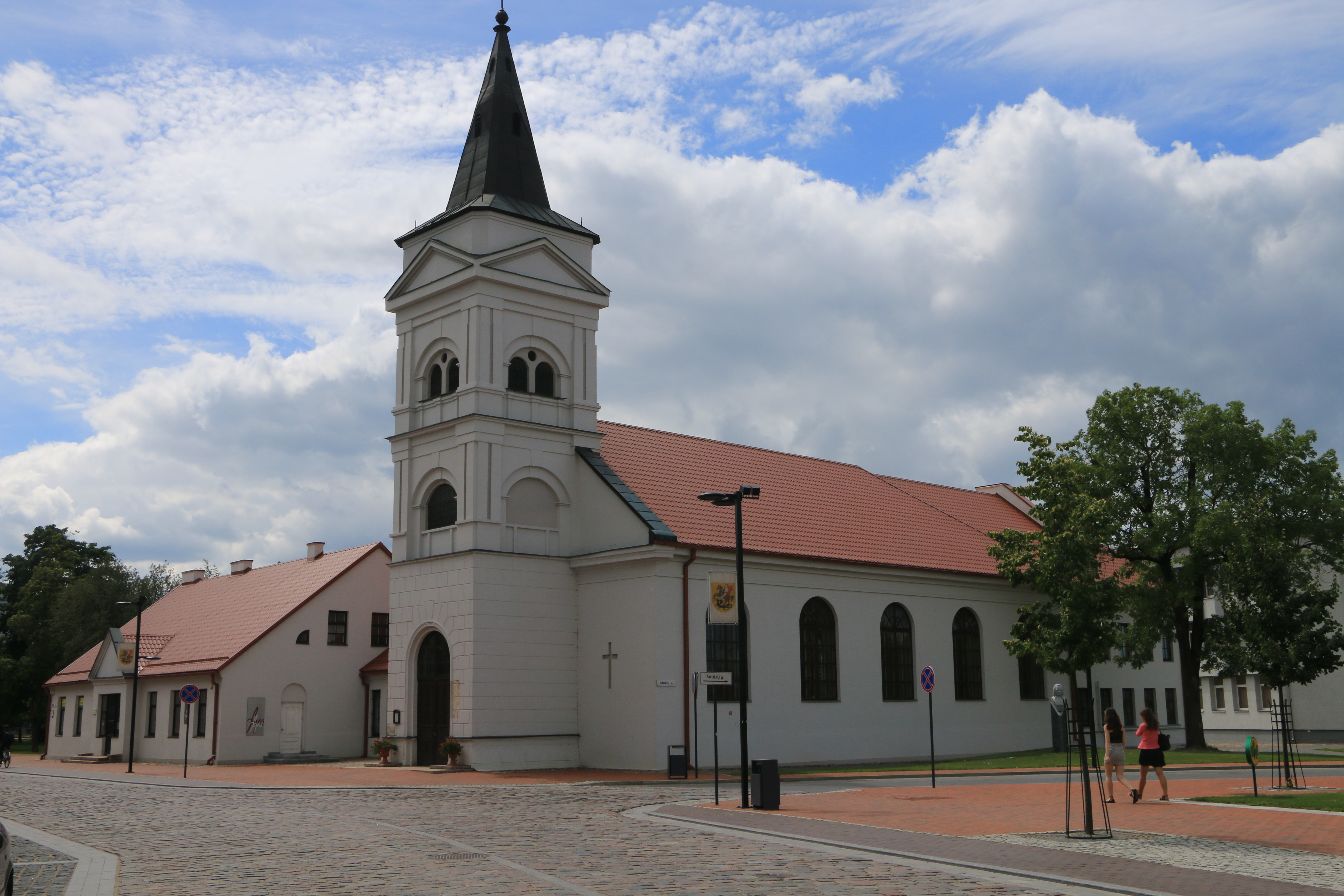
Protestáns egyház
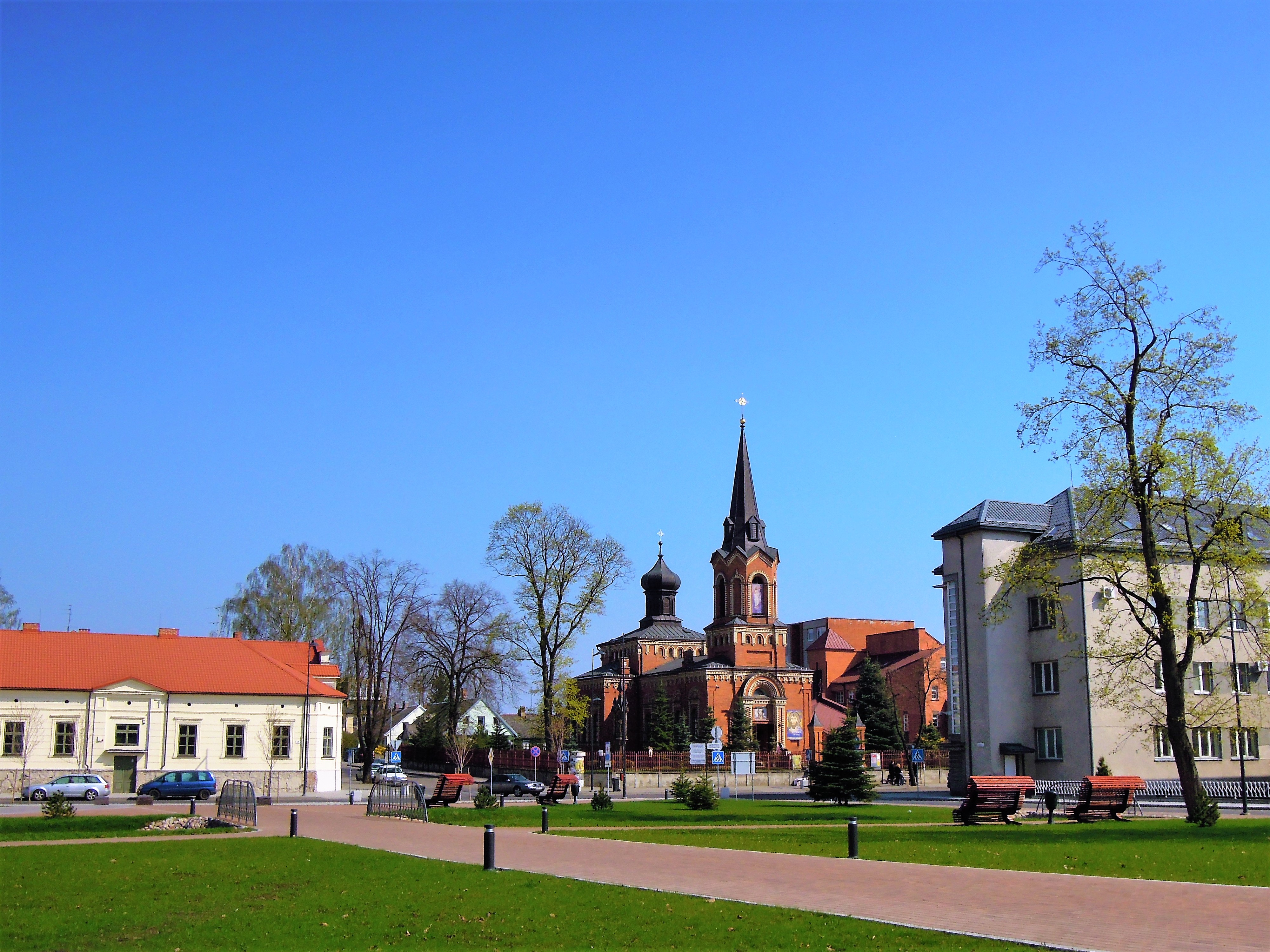
Park és a Szent Vince templom
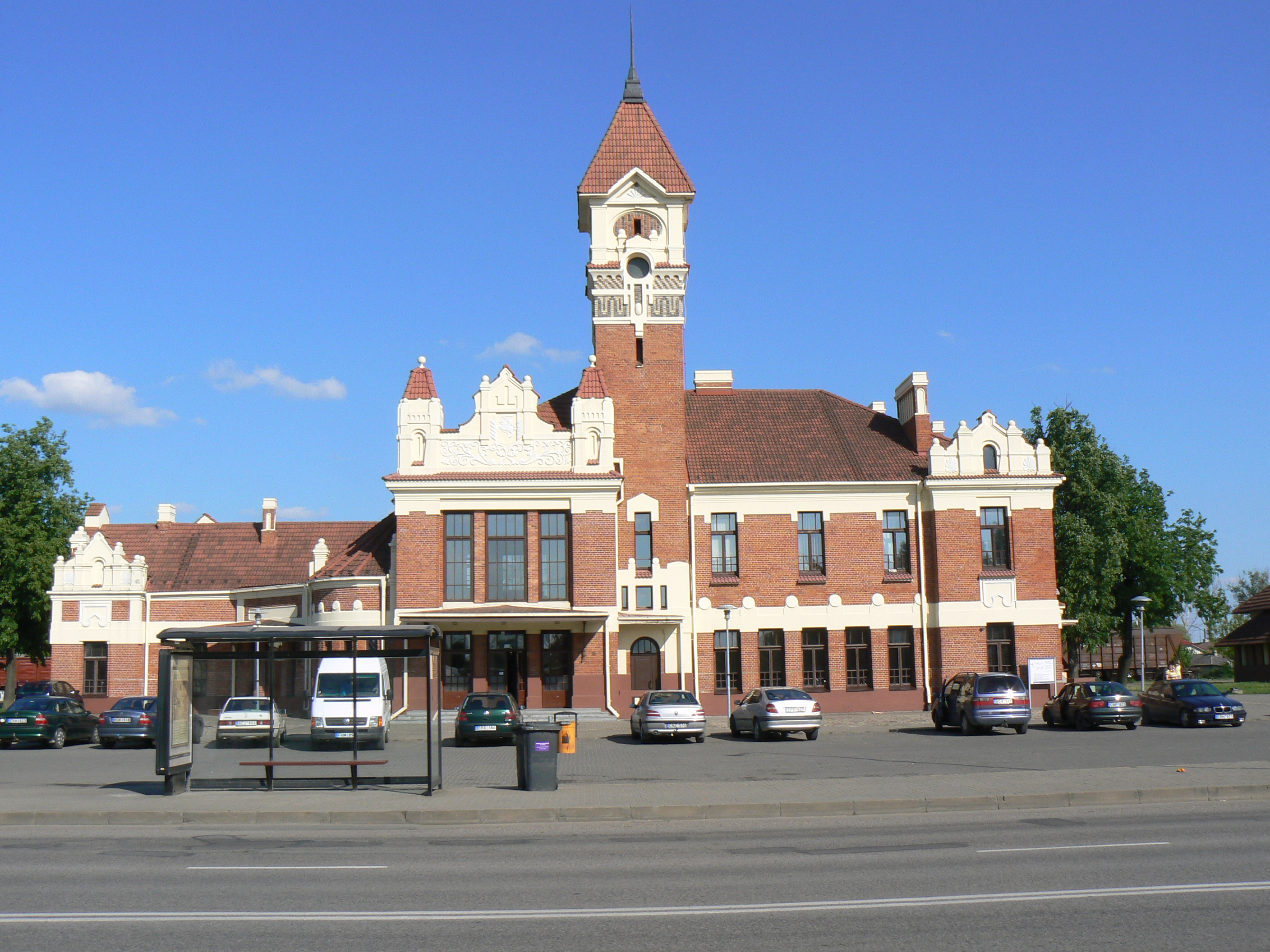
Vasútállomás
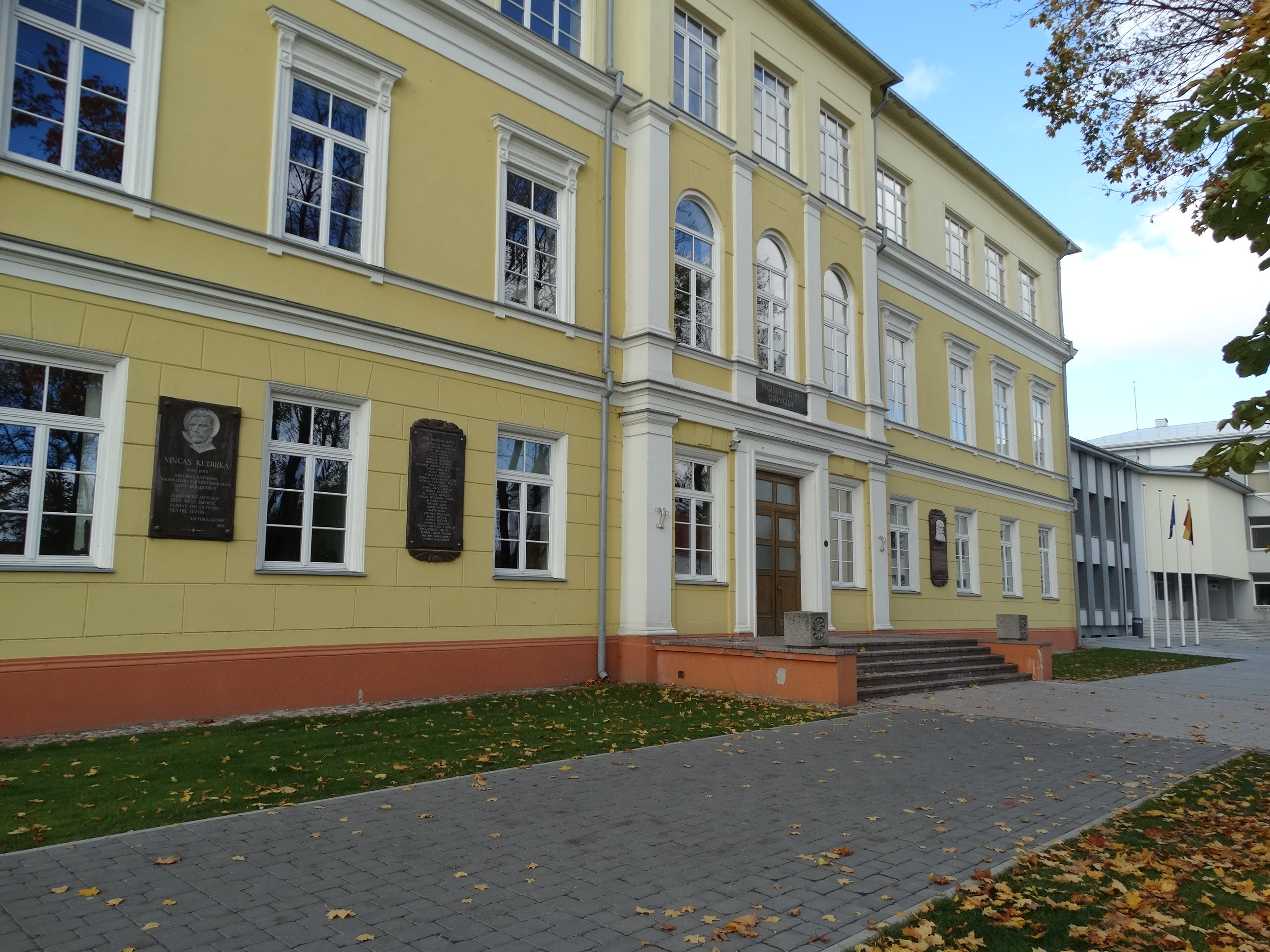
Gimnázium
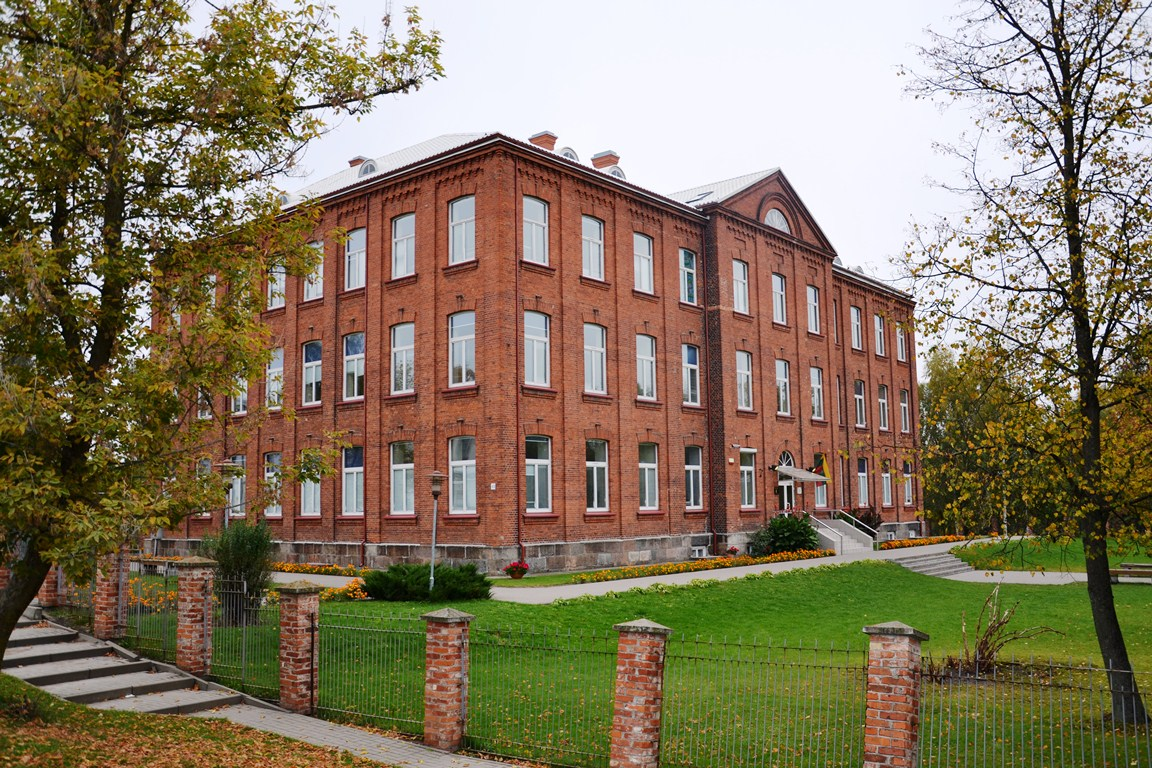
Gimnázium
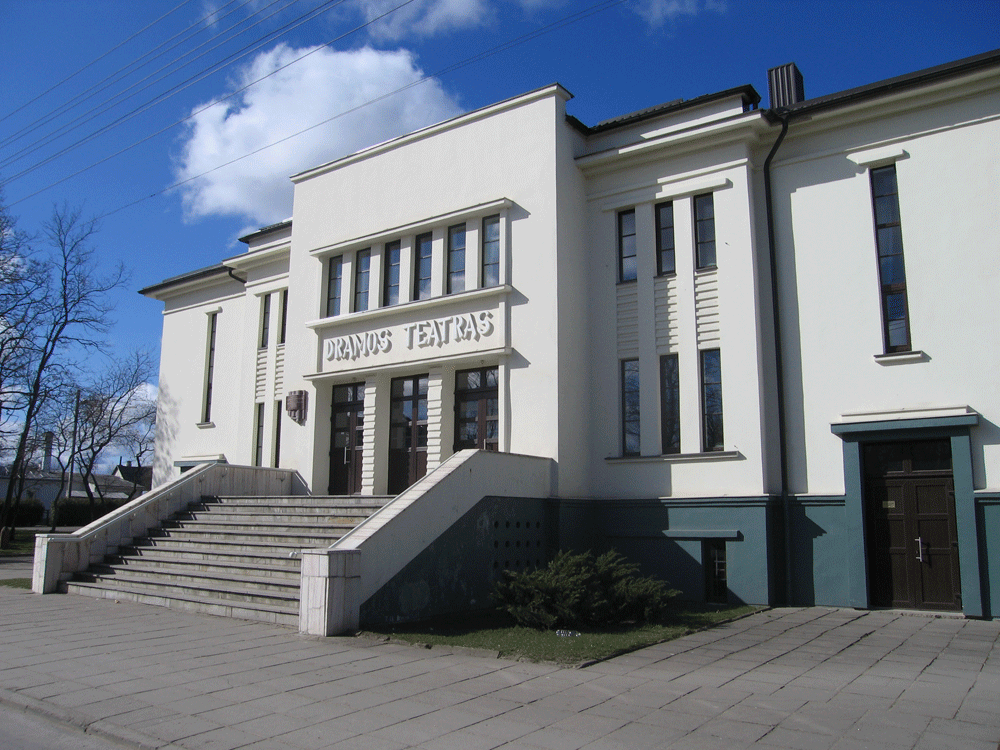
Színház
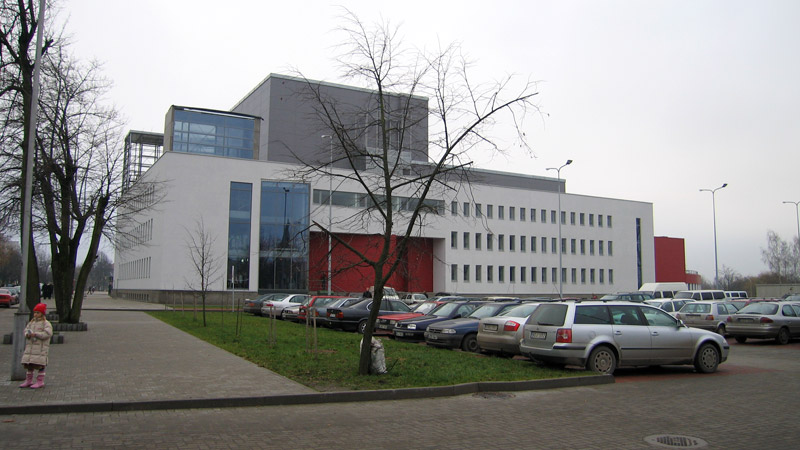
Kulturális központ
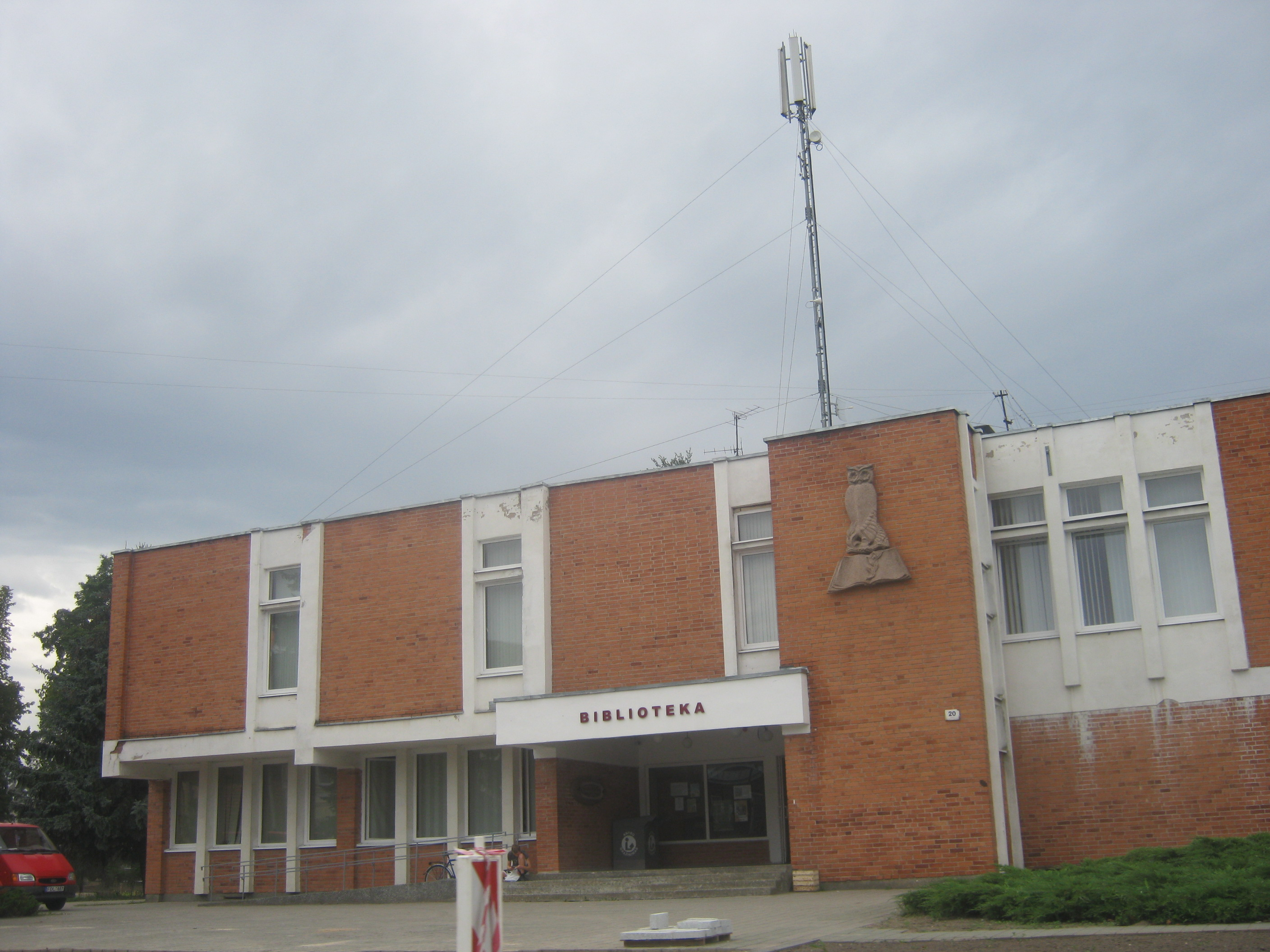
Könyvtár
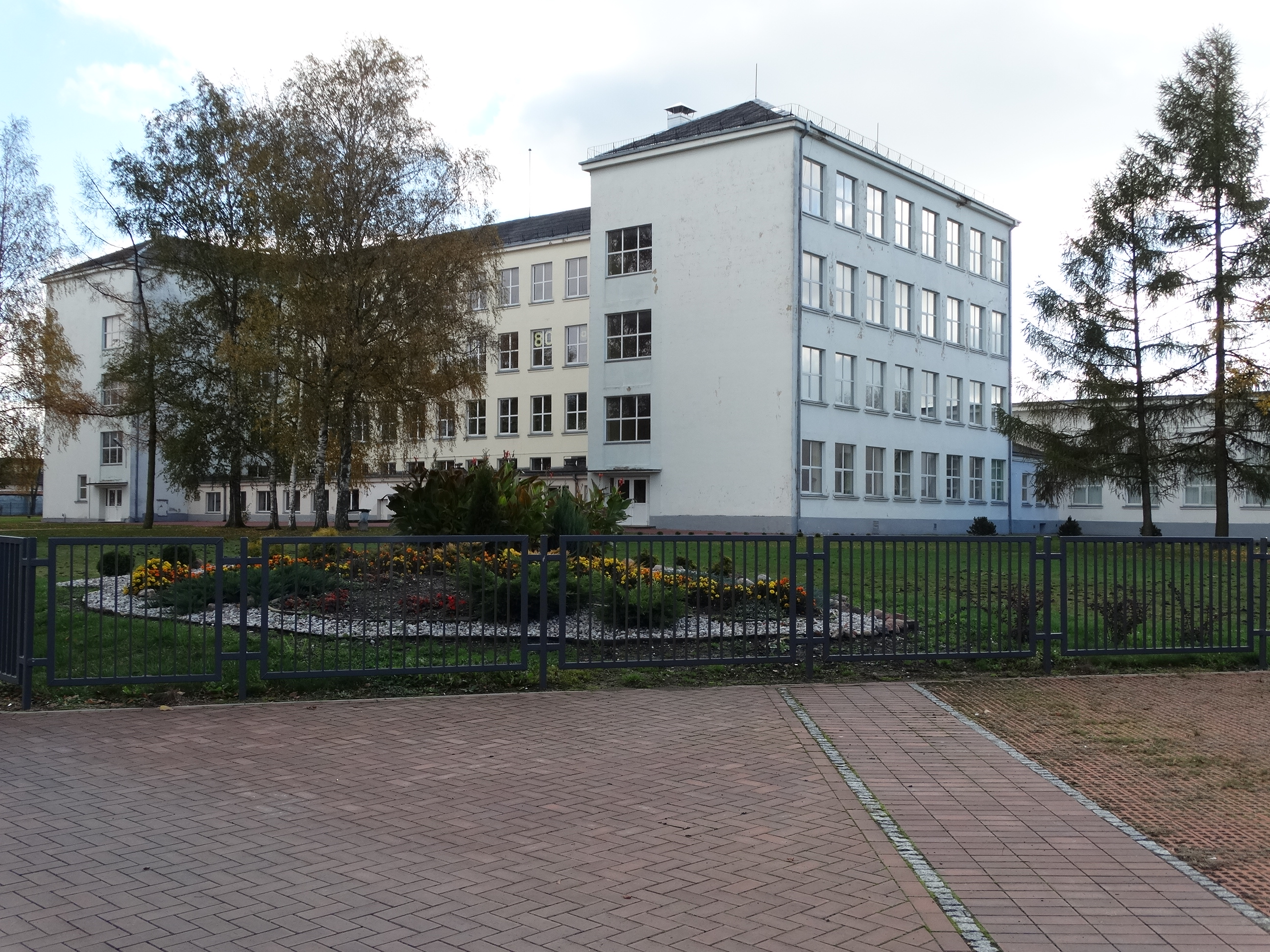
Általános iskola